# Svazek obcí Brada
Svazek obcí Brada je svazek obcí (dle § 49 zákona č.128/2000 Sb. o obcích) v okresu Jičín, jeho sídlem je Libuň a jeho cílem je koordinování celkového rozvoje území mikroregionu na základě společné strategie a společná propagace mikroregionu v cestovním ruchu. Sdružuje celkem 14 obcí a byl založen v roce 2003.

## Obce sdružené v mikroregionu
- Brada-Rybníček
- Dílce
- Dřevěnice
- Holín
- Jinolice
- Kbelnice
- Kněžnice
- Libuň
- Ostružno
- Podůlší
- Radim
- Soběraz
- Újezd pod Troskami
- Zámostí-Blata